# ISS-Expeditie 1
ISS-Expeditie 1 was de eerste expeditie naar het International Space Station.

## Crew
- William Shepherd, bevelhebber -  Verenigde Staten
- Sergej Krikaljov, vlucht-ingenieur -  Rusland
- Joeri Gidzenko, bevelhebber van de sojoez -  Rusland

## Missie parameters
- Perigeum: 384 km
- Apogeum: 396 km
- Glooiingshoek: 51.6°
- Omlooptijd: 92 min
- Gekoppeld aan het ISS: 2 november, 2000, 09:21:03 UTC
- Afgekoppeld van het ISS: 19 maart, 2001, 04:32:00 UTC
- Tijd gekoppeld aan het ISS: 136 dagen, 19 u, 10 m, 57 s